# Liste der Countys in Oregon
Der US-Bundesstaat Oregon ist in 36 Countys unterteilt.

Die Countys von Oregon nach ihrem Errichtungsjahr
1840–1849
1850–1859
1860–1869
1870–1889
Nach 1890

## Liste der Countys
| County            | FIPS-Code | County seat   | Gegründet | Errichtet aus                                                               | Etymologie | EW-Zahl(2016) | Fläche                    | Karte                                    |
| ----------------- | --------- | ------------- | --------- | --------------------------------------------------------------------------- | --- | ------------- | ------------------------- | ---------------------------------------- |
| Baker County      | 001       | Baker City    | 1862      | Wasco County, Union County und Malheur County                               | Edward Dickinson Baker, Senator aus Oregon, der während einer Schlacht im Amerikanischen Bürgerkrieg bei Ball’s Bluff fiel                                                                 | 16.510        | 7.946 km² (3.068 sq mi)   | State map highlighting Baker County      |
| Benton County     | 003       | Corvallis     | 1847      | Polk County                                                                 | Thomas Hart Benton (1782–1858), Senator, der in die Auseinandersetzungen um Oregon Country involviert war                                                                                  | 91.320        | 1.751 km² (676 sq mi)     | State map highlighting Benton County     |
| Clackamas County  | 005       | Oregon City   | 1843      | Einer der ursprünglich vier Distrikte des Oregon Country                    | Die Clackamas waren ein indianischer Stamm | 404.980       | 4.838 km² (1.868 sq mi)   | State map highlighting Clackamas County  |
| Clatsop County    | 007       | Astoria       | 1844      | Aus nördlichen und westlichen Teilen des Twality District                   | Clatsop war ein Indianerstamm | 38.225        | 2.142 km² (827 sq mi)     | State map highlighting Clatsop County    |
| Columbia County   | 009       | Saint Helens  | 1854      | Nördliche Hälfte des Washington County                                      | Columbia River, die Nordgrenze des Countys | 50.795        | 1.702 km² (657 sq mi)     | State map highlighting Columbia County   |
| Coos County       | 011       | Coquille      | 1853      | Umpqua und Jackson Countys                                                  | Die Coos waren ein Indianerstamm | 63.190        | 4.144 km² (1.600 sq mi)   | State map highlighting Coos County       |
| Crook County      | 013       | Prineville    | 1882      | Südliche Teile des Wasco County                                             | George Crook (1828–1890), Bürgerkriegsoffizier | 21.580        | 7.718 km² (2.980 sq mi)   | State map highlighting Crook County      |
| Curry County      | 015       | Gold Beach    | 1855      | Aus Teilen von Coos County                                                  | George Law Curry (1820–1878), Gouverneur des Oregon Territory | 22.600        | 4.214 km² (1.627 sq mi)   | State map highlighting Curry County      |
| Deschutes County  | 017       | Bend          | 1916      | Südlicher Teil von of Crook County                                          | Riviere des Chutes, Französisch für Fluss der Wasserfälle. | 176.635       | 7.817 km² (3.018 sq mi)   | State map highlighting Deschutes County  |
| Douglas County    | 019       | Roseburg      | 1852      | Umpqua County, Teile östlich des Coast Range Summit                         | Stephen A. Douglas (1813–1861), Senator | 110.395       | 13.046 km² (5.037 sq mi)  | State map highlighting Douglas County    |
| Gilliam County    | 021       | Condon        | 1885      | Östlicher Drittel von of Wasco County                                       | Cornelius Gilliam (1798–1848), Pionier | 1.980         | 3.118 km² (1.204 sq mi)   | State map highlighting Gilliam County    |
| Grant County      | 023       | Canyon City   | 1864      | Teile des alten Wasco und des alten Umatilla County                         | Ulysses S. Grant (1822–1885), Offizier und 1869–1877 Präsident der Vereinigten Staaten | 7.410         | 11.730 km² (4.529 sq mi)  | State map highlighting Grant County      |
| Harney County     | 025       | Burns         | 1889      | Südliche Teile von Grant County                                             | William S. Harney (1800–1889), Kavallerieoffizier im Pig War | 7.320         | 26.250 km² (10.135 sq mi) | State map highlighting Harney County     |
| Hood River County | 027       | Hood River    | 1908      | Nordwesten von Wasco County                                                 | Hood River | 24.735        | 1.352 km² (522 sq mi)     | State map highlighting Hood River County |
| Jackson County    | 029       | Medford       | 1852      | Lane County und neu erschlossenes Gebiet südlich Douglas und Umpqua Countys | Andrew Jackson (1767–1845), sieber Präsident der USA | 213.765       | 7.213 km² (2.785 sq mi)   | State map highlighting Jackson County    |
| Jefferson County  | 031       | Madras        | 1914      | Crook County                                                                | Mount Jefferson, der seinen Namen von Thomas Jefferson (1743–1826) hat. | 22.790        | 4.613 km² (1.781 sq mi)   | State map highlighting Jefferson County  |
| Josephine County  | 033       | Grants Pass   | 1856      | Westlicher Hälfte von Jackson County                                        | Virginia "Josephine" Rollins, die erste Weisse, die hier wohnte | 84.675        | 4.248 km² (1.640 sq mi)   | State map highlighting Josephine County  |
| Klamath County    | 035       | Klamath Falls | 1882      | Westlicher Teil von Lake County                                             | Die Klamath, die hier schon seit 10.000 Jahren wohnten. | 67.410        | 15.397 km² (5.945 sq mi)  | State map highlighting Klamath County    |
| Lake County       | 037       | Lakeview      | 1874      | Jackson und Wasco Counties                                                  | Viele Seen und heiße Quellen. | 8.015         | 20.565 km² (7.940 sq mi)  | State map highlighting Lake County       |
| Lane County       | 039       | Eugene        | 1851      | Südlicher Teil von Linn County und Benton County                            | General Joseph Lane (1801–1881), erster Gouverneur des Oregon Territory | 365.940       | 11.795 km² (4.554 sq mi)  | State map highlighting Lane County       |
| Lincoln County    | 041       | Newport       | 1893      | Westlicher Teil von Benton County und Polk County                           | Abraham Lincoln (1809–1865), sechzehnter Präsident. | 47.735        | 2.538 km² (980 sq mi)     | State map highlighting Lincoln County    |
| Linn County       | 043       | Albany        | 1847      | Südlicher Teil von Champoeg (später Marion) County                          | U.S. Senator Lewis F. Linn (1795–1843) aus Missouri, Verfasser des Donation Land Act, der den Siedlern freien Zugang zum Land gewährte.                                                    | 122.315       | 5.934 km² (2.291 sq mi)   | State map highlighting Linn County       |
| Malheur County    | 045       | Vale          | 1887      | Südlicher Teil des Baker County                                             | Malheur River (genauer Riviere au Malheur, unglücklicher Fluss), weil am Fluss französischen Trappern Felle und weitere Dinge gestohlen wurden.                                            | 31.705        | 25.610 km² (9.888 sq mi)  | State map highlighting Malheur County    |
| Marion County     | 047       | Salem         | 1843      | Einer der ursprünglichen vier Distrikte des Oregon Territory                | Francis Marion (1732–1795), General im American Revolutionary War | 333.950       | 3.069 km² (1.185 sq mi)   | State map highlighting Marion County     |
| Morrow County     | 049       | Heppner       | 1885      | Westlicher Teil von Umatilla County und ein kleiner Teil von Wasco County   | Jackson L. Morrow, ein Politiker in Oregon, der sich für die Errichtung dieses Countys einsetzte.                                                                                          | 11.745        | 5.265 km² (2.033 sq mi)   | State map highlighting Morrow County     |
| Multnomah County  | 051       | Portland      | 1854      | Östlicher Teil von Washington und nördlicher Teil von Clackamas County      | Nach der Siedlung der Multnomah, auf Sauvie Island. Das Wort entstand aus nematlnomaq, was etwa „flussabwärts“ bedeutet. Lewis und Clark nannten seit 1805 alle Indianer in der Gegend so. | 790.670       | 1.127 km² (435 sq mi)     | State map highlighting Multnomah County  |
| Polk County       | 053       | Dallas        | 1845      | Yamhill District                                                            | James Knox Polk (1795–1849) war Präsident, als das County errichtet wurde | 79.730        | 1.919 km² (741 sq mi)     | State map highlighting Polk County       |
| Sherman County    | 055       | Moro          | 1889      | Wasco County                                                                | William Tecumseh Sherman (1820–1891), Bürgerkriegsgeneral, Autor und Geschäftsmann | 1.795         | 2.132 km² (823 sq mi)     | State map highlighting Sherman County    |
| Tillamook County  | 057       | Tillamook     | 1853      | Clatsop, Yamhill und Polk Counties                                          | Tillamook (auch Killamook) Volk. | 25.920        | 2.854 km² (1.102 sq mi)   | State map highlighting Tillamook County  |
| Umatilla County   | 059       | Pendleton     | 1862      | Teile des Wasco County                                                      | Sahaptin (Sprache), es heißt möglicherweise lachende Wasser. | 79.880        | 8.327 km² (3.215 sq mi)   | State map highlighting Umatilla County   |
| Union County      | 061       | La Grande     | 1864      | Baker County                                                                | Die Stadt Union, die zwei Jahre zuvor gegründet wurde und so heißt, wegen der „Einheit“ der Staaten im Bürgerkrieg.                                                                        | 26.745        | 5.276 km² (2.037 sq mi)   | State map highlighting Union County      |
| Wallowa County    | 063       | Enterprise    | 1887      | Östliche Teile des Union County.                                            | Ein Wort der Nez-Perce-Indianer, das ein Gestell zum Fischfang beschreibt. | 7.140         | 8.146 km² (3.145 sq mi)   | State map highlighting Wallowa County    |
| Wasco County      | 065       | The Dalles    | 1854      | Teile von Clackamas, Lane, Linn und Marion Countys                          | Wasco (auch Wascopam), ein Indianerstamm. | 26.700        | 6.167 km² (2.381 sq mi)   | State map highlighting Wasco County      |
| Washington County | 067       | Hillsboro     | 1843      | Eines der ursprünglichen vier Distrikte von Oregon (als Twality District)   | George Washington (1732–1799), Gründungsvater der USA und ihr erster Präsident | 583.595       | 1.875 km² (724 sq mi)     | State map highlighting Washington County |
| Wheeler County    | 069       | Fossil        | 1899      | Teile von Grant, Gilliam, und Crook Countys                                 | Henry H. Wheeler, der einen Postservice betrieb. | 1.465         | 4.442 km² (1.715 sq mi)   | State map highlighting Wheeler County    |
| Yamhill County    | 071       | McMinnville   | 1843      | Eines der ursprünglichen vier Distrikte von Oregon                          | Die Yamhill, waren ein Stamm der Kalapuya, die am Yamhill River lebten. | 104.990       | 1.854 km² (716 sq mi)     | State map highlighting Yamhill County    |